# Mount Christchurch
Mount Christchurch ist ein 1355 m hoher Berg in der antarktischen Ross Dependency. An der Shackleton-Küste ragt er als nördlichste Erhebung der Queen Elizabeth Range 11 km südwestlich des Kap Lyttelton an der Südseite des Shackleton Inlet auf.
Teilnehmer der Discovery-Expedition (1901–1904) unter der Leitung des britischen Polarforschers Robert Falcon Scott entdeckten ihn. Scott benannte ihn nach der neuseeländischen Stadt Christchurch, deren Magistrat und Einwohner die Forschungsreise unterstützt hatten.